# Samwise Didier

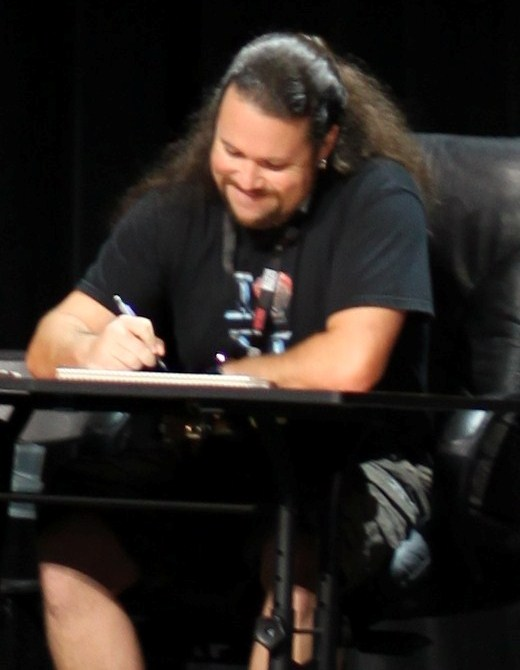
Samwise Didier

Samwise Didier é um dos designers da empresa da Blizzard Entertainment e diretor de arte de vários jogos como: The Lost Vikings, Starcraft, a serie de jogos do Warcraft e também World of Warcraft.
O trabalho de Didier invoca intencionalmente o espírito das revistas pulp e dos quadrinhos. "Não mudamos nosso estilo desde o início", disse ele em 2004. "O primeiro orc que fizemos, em Blackthorne, era apenas um garotinho perseguindo Blackthorne - mas pensamos, 'Ei, esses caras são legais, 'então usamos esse personagem para nossos orcs em WarCraft. Artisticamente, sempre buscamos o mesmo tipo de objetivo: tentamos manter tudo exagerado, super proporcionado e realmente colorido, então adicionamos como tanto 'fator cômico' quanto podemos".
Hoje em dia ele com mais alguns desenhistas da Blizzard tem um site que publicam suas obras tanto de Warcraft como de Starcraft e Diablo, o Sons of Storm. O Grupo consiste em seis pessoas contando com Samwise. Chris Metzen também participa do grupo.[carece de fontes?]
A banda sueca de heavy metal HammerFall frequentemente recorreu a Didier para a ilustração de capas de álbuns entre 2002 a 2009. Didier criou as capas de todos os seus álbuns de estúdio neste período (Crimson Thunder, One Crimson Night, Capítulo V: Unbent, Unbowed, Unbroken, Threshold, e No Sacrifice, No Victory), bem como de cinco outros lançamentos (o EP Hearts on Fire de 2002, o EP Blood Bound de 2005, o EP Natural High de 2006, o single de 2011 Send Me A Sign e o single de 2014 Bushido). Didier também criou a capa do álbum solo de 2004 do vocalista principal do Hammerfell Joacim Cans, Beyond the Gates.